# Idris timorensis
Idris timorensis är en stekelart som först beskrevs av Girault 1932.  Idris timorensis ingår i släktet Idris och familjen Scelionidae. Inga underarter finns listade i Catalogue of Life.